# ラルフ・ハーゼンヒュットル
ラルフ・ハーゼンヒュットル（Ralph Hasenhüttl、1967年8月9日 - ）は、オーストリア出身の元同国代表サッカー選手。現サッカー指導者。

## 選手経歴

### クラブ
地元のクラブであるグラーツァーAKでデビューし、アウストリア・ウィーンではリーグ3連覇、3度のカップ戦制覇を成し遂げた。1998年から2000年にかけて在籍したケルンでは、1999-2000シーズンに2部リーグ優勝を果たし、1部昇格を助けた。その後実質2軍のFCバイエルン・ミュンヘンIIに移籍し、2年間在籍した後、現役引退を発表した。

### 代表
1988年5月17日のハンガリー代表との親善試合でオーストリア代表デビューと代表初ゴール。またUEFA欧州選手権1996予選にも1試合出場している。

## 指導者経歴

### ドイツでの指導経歴
ウンターハヒンクで監督を務める前は、同クラブの医療スタッフであった。その後、ウンターハヒンクの監督となったヴェルナー・ローラントの助監督を務めたが、彼の成績不振を受け、2007年にクラブの正式な監督となった。監督になってからは2部昇格を目標にシーズンを戦っていたが、目標を果たせずに2010年2月に解任された。
2011年1月、当時3. リーガ(3部)に位置していたVfRアーレンの監督に就任する。ここでは4-4-2をベースとした、基本に忠実なサッカーで2. ブンデスリーガへとクラブを昇格させた。2部初挑戦となった2012-13シーズンは及第点であった2部残留どころか、リーグ9位という好成績でシーズンを終え、監督としての知名度と評価を大きく上げた。
VfRアーレンの監督を辞任した後、2013年10月、マルコ・クルツの後を継ぐ形でFCインゴルシュタット04の監督に就任。就任初年度はリーグ10位で終えるが、翌シーズンの2015-16シーズンは、見事な采配でチームを史上初のブンデスリーガ昇格へと導いた。

### RBライプツィヒ
2016年5月、2部からの昇格組であったRBライプツィヒの監督に就任。また、自身初の1部初挑戦であった。ここでハーゼンヒュットルは大きな転機を迎える。ブンデスリーガ2016-2017シーズンでは、第2節で強豪ドルトムントを1-0で破り、開幕13試合無敗など、1年目ながらリーグ前半はバイエルン・ミュンヘンに続いて2位に入り、1年目とは思えない成績を残し、最終的にはリーグ2位でフィニッシュ。クラブ史上初のチャンピオンズリーグ出場権を得た。
2017-2018シーズンをもって退任。

### サウサンプトンFC
2018年12月5日、プレミアリーグで低迷していたサウサンプトンFCの監督に途中就任した。就任後2試合目となった12月16日のアーセナル戦では、壮絶な打ち合いを制し、3-2で勝利した。また、この勝利で13試合未勝利という記録を破った。
2022年11月7日、直近のニューカッスル戦で1-4の敗北を喫した後、サウサンプトンより解任を発表された。

### ヴォルフスブルク
2024年3月、VfLヴォルフスブルク監督を途中解任されたニコ・コバチの後任として、6年ぶりにブンデスリーガ復帰。

## 監督成績
2022年11月7日現在
| クラブ               | 国               | 就任          | 退任          | 記録 | 記録 | 記録 | 記録 | 記録 | 記録 | 記録 | 記録   |
| クラブ               | 国               | 就任          | 退任          | 試   | 勝   | 分   | 敗   | 得   | 失   | 差   | 勝率   |
| -------------------- | ---------------- | ------------- | ------------- | ---- | ---- | ---- | ---- | ---- | ---- | ---- | ------ |
| ウンターハヒンク     | ドイツの旗       | 2007年10月4日 | 2010年2月22日 | 88   | 40   | 20   | 28   | 129  | 115  | +14  | 045.45 |
| アーレン             | ドイツの旗       | 2011年1月3日  | 2013年6月8日  | 93   | 36   | 28   | 29   | 115  | 107  | +8   | 038.71 |
| インゴルシュタット04 | ドイツの旗       | 2013年10月7日 | 2016年6月30日 | 95   | 36   | 34   | 25   | 113  | 95   | +18  | 037.89 |
| RBライプツィヒ       | ドイツの旗       | 2016年7月1日  | 2018年5月16日 | 83   | 40   | 19   | 24   | 150  | 116  | +34  | 048.19 |
| サウサンプトン       | イングランドの旗 | 2018年12月5日 | 2022年11月7日 | 145  | 54   | 36   | 55   | 206  | 222  | −16  | 037.24 |
| 合計                 | 合計             | 合計          | 合計          | 504  | 206  | 137  | 161  | 713  | 655  | +58  | 040.87 |

## タイトル

### 選手時代
FKアウストリア・ウィーン
- オーストリア・ブンデスリーガ:3回（1990-91、1991-92、1992-93）
- オーストリア・カップ:2回（1991-92、1993-94）

SVアウストリア・ザルツブルク
- オーストリア・ブンデスリーガ:1回（1994-95）
- オーストリア・スーパーカップ:1回（1995）

### 指導者時代
VfRアーレン
- 3. リーガ:1回（2011-12）

FCインゴルシュタット04
- 2. ブンデスリーガ:1回（2014-15）

個人
- プレミアリーグ月間最優秀監督:1回（2020年7月）